# Víktor Ianukòvitx
Víktor Ianukòvitx (ucraïnès: Віктор Федорович Янукович)  (Ienàkieve, 9 de juliol de 1950) és un polític ucraïnès, que fou president d'Ucraïna. També fou primer ministre en tres ocasions i líder del Partit de les Regions, un dels principals partits polítics del país.
Ianukòvitx va ser governador de l'óblast de Donetsk de 1997 a 2002. Va ser primer ministre d'Ucraïna en dos períodes: des del 21 de novembre de 2002 fins al 31 de desembre de 2004, i des del 4 d'agost de 2004 fins al 16 de novembre de 2007, quan renuncia després de les eleccions del 2007.
Va ser el segon candidat més votat en les eleccions presidencials ucraïneses de 2004 i el seu partit el més votat en les eleccions legislatives de 2006 i 2007.
En les eleccions presidencials de 2004 Ianukòvitx, sent Primer ministre d'Ucraïna, va ser candidat a president amb el suport del president Leonid Kutxma, contra el candidat opositor Víktor Iúsxenko. Per evitar la imminent victòria de Iúsxenko, els partidaris de Ianukòvitx van recórrer al frau electoral massiu a favor seu, declarant-lo el guanyador. Aquest fet va provocar la Revolució taronja i la revocació per decisió del Tribunal Suprem d'Ucraïna dels resultats de les eleccions, designant noves eleccions, en les quals va guanyar Iúsxenko, i Ianukòvitx es va veure obligat a dimitir com a primer ministre d'Ucraïna.
Alguns anys després però, fou el vencedor de la segona volta de les eleccions presidencials ucraïneses de 2010 celebrades el 7 de febrer, per un estret marge (inferior al 4%). Va obtenir un 48,95%, enfront del 45,47% de Iúlia Timoixenko.
Arran de la revolta de l'Euromaidan i dels esclats de violència el president ucraïnès va fugir entre el dia 21 i 22 de febrer. A conseqüència, per decisió de la Rada Suprema, Ianukòvitx fou destituït del seu càrrec el 22 de febrer del 2014. Probablement refugiat a la segona ciutat més gran d'Ucraïna, Khàrkiv, es negà a reconèixer les decisions del Parlament. El Parlament va nomenar Oleksandr Turtxínov com a nou president d'Ucraïna de manera interina, i va convocar eleccions anticipades per al maig del 2014. Les noves autoritats van decretar una ordre de crida i cerca contra ell, amb l'acusació d'haver ordenat assassinats massius.